# Обаљ (река)
Обаљ или Обољ (блр. Обаль; рус. Оболь) белоруска је река и десна притока реке Западне Двине (део басена Балтичког мора). Протиче преко територија Гарадочког, Шумилинског и Полацког рејона Витепске области. 
Истиче из језера Језеришче код истоименог села. Укупна дужина водотока је 148 km, а површина сливног подручја је око 2.690 km². Просечан проток у зони ушћа је око 19,4 m³/s. Укупан пад реке је 55 м, односно 0,4 м/км тока. 
Највиши водостај је током прве декаде априла, а максимални водостај је измерен 1956. када је износио 7,3 метра. Под ледом је од средине децембра до краја априла. 
Обаљ је типична равничарска река, са малим падом и спорим током. Често је меандрирање речног корита чија ширина се креће од 8—20 м у горњем, 20—40 м у средњем и 25—30 м у доњем делу тока. 
Река Обаљ протиче кроз истоимено језеро.